# Amer Shomali
Amer Shomali (عامر شوملي en arabe, né en 1981 au Koweït), est un artiste multidisciplinaire (en) palestinien. Titulaire d'une maîtrise en animation de l'Arts University Bournemouth (en) et d'un baccalauréat universitaire de l'Université de Beir Zeit, il demeure à Ramallah.

## Œuvre
En 2006, il est l'un des treize artistes réalisant le film à sketches Summer 2006, Palestine.
En 2011, Shomali dévoile The Icon, un portrait de Leïla Khaled réalisé avec 3 500 bâtons de rouge à lèvres.

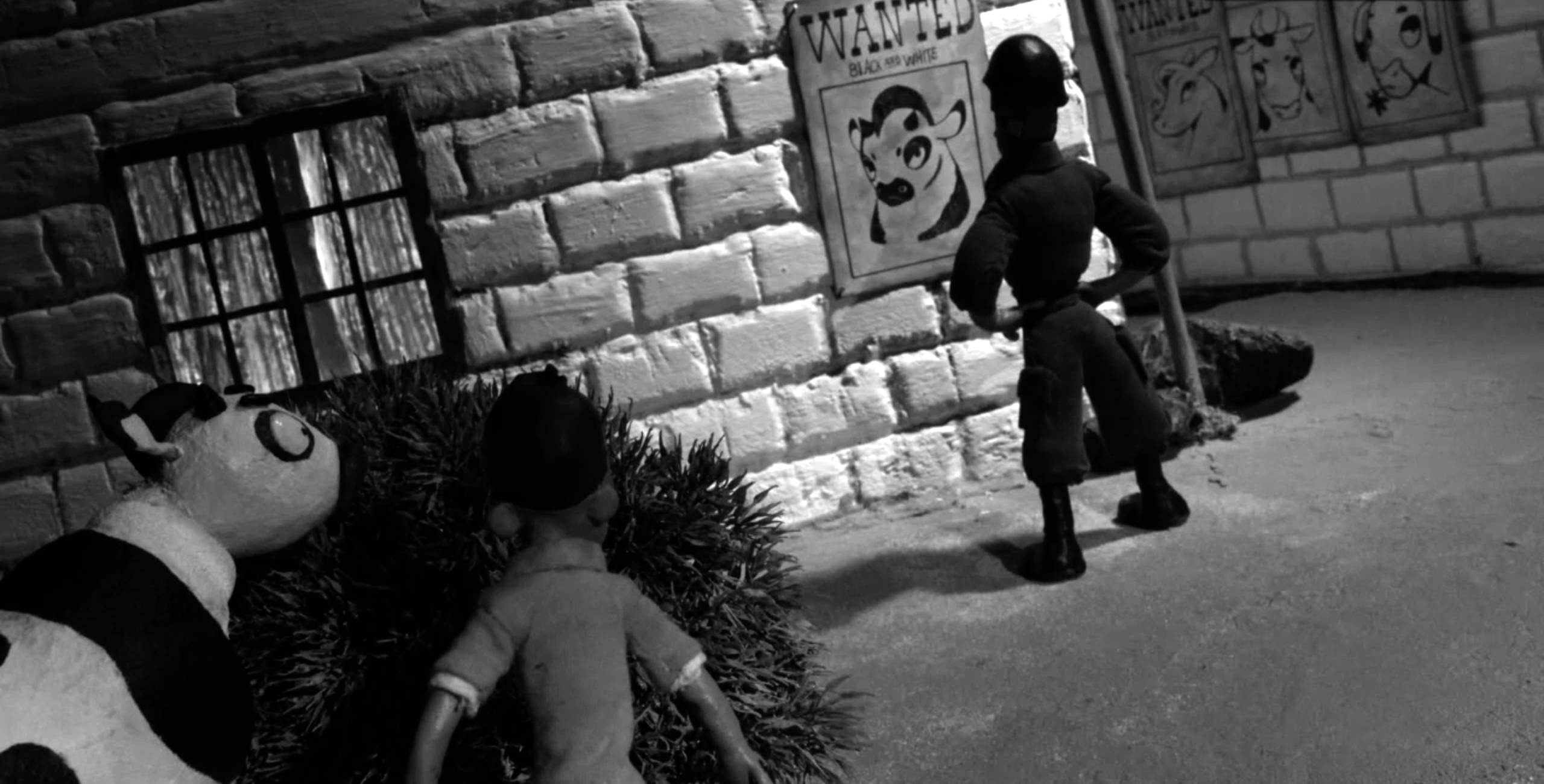
Image tirée de The Wanted 18

En 2014, Shomali termine le documentaire Les 18 fugitives, co-réalisé avec Paul Cowan. On y présente les efforts de la ville de Beit Sahour d'établir une industrie indépendante de produits laitiers lors de la Première intifada. Le film est présenté lors du Festival international du film de Toronto 2014,. Le film remporte le prix du meilleur documentaire du monde arabe lors de l'édition de 2014 du Festival du film d'Abou Dabi, ainsi que celui de meilleure documentaire lors des Journées cinématographiques de Carthage.